# Stefan Pfeiffer
Stefan Pfeiffer (República Federal Alemana, 15 de noviembre de 1965) es un nadador alemán retirado especializado en pruebas de estilo libre, donde consiguió ser subcampeón olímpico en 1988 en los 1500 metros.

## Carrera deportiva
En los Juegos Olímpicos de Seúl 1988 ganó la medalla de plata en los 1500 metros estilo libre, con un tiempo de 15:02.69 segundos, tras el soviético Vladimir Salnikov y por delante del también alemán Uwe Dassler; y cuatro años antes, en las Olimpiadas de Los Ángeles 1984 ganó el bronce en la misma prueba.